# Енріке Кольяр
Енріке Кольяр Монтеррубіо (ісп. Enrique Collar Monterrubio, нар. 2 листопада 1934, Сан-Хуан-де-Аснальфараче) — іспанський футболіст, що грав на позиції нападника. Найбільш відомий за виступами у мадридському клуб «Атлетіко», у складі якого став чемпіоном Іспанії та триразовим володарем Кубка Іспанії, а також володарем Кубка Кубків УЄФА, та за виступами у клубі «Валенсія», а також у збірній Іспанії, у складі якої грав на чемпіонаті світу 1962 року, та у відбіркових матчах до чемпіонату Європи 1964 року.

## Клубна кар'єра
Енріке Кольяр народився 1934 року в місті Сан-Хуан-де-Аснальфараче в Андалусії. Розпочав займатися футболом у клубі «Імперіал», пізніше грав за юнацьку команду «Пенья Норіт». У дорослому футболі дебютував 1952 року в команді третього іспанського дивізіону «Кадіс», в якій провів один сезон. Наступного року Кольяр став гравцем мадридського клубу «Атлетіко», проте до основного складу «матрасників» не потрапив, і протягом півроку грав у команді Сегунди «Реал Мурсія», до складу «Атлетіко» повернувся вже 1954 року. Цього разу футболіст став одним із основних гравців атакуючої ланки команди, за яку виступав цього разу наступні п'ятнадцять сезонів своєї ігрової кар'єри. За цей час виборов титул чемпіона Іспанії, тричі ставав володарем Кубка Іспанії, а в 1962 році став володарем Кубка Кубків УЄФА.
Завершив ігрову кар'єру у команді «Валенсія», за яку виступав протягом 1969—1970 років.

## Виступи за збірну
Енріке Кольяр з 1955 року грав у складі збірної Іспанії. У складі збірної був учасником чемпіонату світу 1962 року у Чилі. Грав також у відбіркових матчах до чемпіонату Європи 1964 року, проте у фінальній частині участі вже не брав. Загалом протягом кар'єри у національній команді провів у її складі 16 матчів, забивши 5 голів.

## Титули і досягнення
- Чемпіон Іспанії (1):

«Атлетіко»: 1965–1966
- Володар Кубка Іспанії (3):

«Атлетіко»: 1959–1960, 1960–1961, 1964–1965
- Володар Кубка Кубків УЄФА (1):

«Атлетіко»: 1961–1962
- Чемпіон Європи (U-18): 1952